# NWHL 2018/19
Die Saison 2018/19 war die vierte Spielzeit der National Women’s Hockey League (NWHL), der höchsten Spielklasse im US-amerikanischen Fraueneishockey. Die Saison begann am 6. Oktober 2018 mit dem ersten Spiel der regulären Saison und endete am 17. März 2019 mit dem Finalspiel um den Isobel Cup. Diesen sicherten sich erstmals die Minnesota Whitecaps im Finale gegen die Buffalo Beauts. Insgesamt nahmen fünf Mannschaften am Spielbetrieb teil.
Die Minnesota Whitecaps wurden im Mai 2018 als fünftes Team in die Liga aufgenommen und nahmen im vierten Jahr des Bestehens der Liga erstmals am Spielbetrieb teil. Im August 2018 gaben sie die Kooperation mit den Minnesota Wild aus der National Hockey League bekannt. Im Januar 2019 bestätigten die Boston Pride eine Kooperation mit den Boston Bruins.

## Modus und Teilnehmer
Die fünf Mannschaften – namentlich die Boston Pride, Buffalo Beauts, Connecticut Whale, Metropolitan Riveters und Minnesota Whitecaps – spielten jeweils eine Vierfachrunde gegen die anderen vier Mannschaften in der regulären Saison, so dass jedes Team 16 Spiele bestritt. Insgesamt wurden somit 40 Spiele im Saisonverlauf absolviert und damit acht mehr als im Vorjahr.
Aus der Rangfolge der regulären Saison ergab sich die Setzliste für die sich anschließenden Play-offs, in denen der Erstplatzierte auf den Sieger der Playoff-Vorrunde zwischen dem Vierten und Fünften der Tabelle traf. Die weitere Serie bestritten der Zweit- und Drittplatzierte. Die Play-offs trugen die Teams wie im letzten Jahr in einer K.O.-Runde aus.

## NWHL Draft
Der vierte Entry Draft der NWHL fand am 19. und 20. Dezember 2018 statt. Die Reihenfolge des Drafts war dabei durch das Ergebnis der ersten Hälfte der regulären Saison der laufenden Spielzeit festgelegt. Die Metropolitan Riveters besaßen als punktschlechtestes Team zu diesem Zeitpunkt das erste Wahlrecht. Sie wählten damit an der ersten Gesamtstelle die US-amerikanische Nationalspielerin Annie Pankowski von der University of Wisconsin–Madison aus. Insgesamt wurden in fünf Runden 25 Spielerinnen gedraftet, sodass jedes Team fünf Wahlrechte besaß.

### Top-5-Picks
| #  | Spielerin           | Nationalität       | Pos | NWHL-Team             | Collegeteam                            |
| -- | ------------------- | ------------------ | --- | --------------------- | -------------------------------------- |
| 1. | Annie Pankowski     | Vereinigte Staaten | F   | Metropolitan Riveters | University of Wisconsin–Madison (WCHA) |
| 2. | Melissa Samoskevich | Vereinigte Staaten | F   | Connecticut Whale     | Quinnipiac University (ECAC)           |
| 3. | Megan Keller        | Vereinigte Staaten | D   | Buffalo Beauts        | Boston College (Hockey East)           |
| 4. | Kelly Pannek        | Vereinigte Staaten | F   | Minnesota Whitecaps   | University of Minnesota (WCHA)         |
| 5. | Kali Flanagan       | Vereinigte Staaten | D   | Boston Pride          | Boston College (Hockey East)           |

## Reguläre Saison
In der regulären Saison, die zwischen dem 6. Oktober 2018 und dem 3. März 2019 ausgespielt wurde, sicherten sich die Minnesota Whitecaps den ersten Platz mit einem Punkt Vorsprung auf die Buffalo Beauts.
| Pl. |                       | Sp | S  | N  | OTN | Tore  | Punkte |
| --- | --------------------- | -- | -- | -- | --- | ----- | ------ |
| 1.  | Minnesota Whitecaps   | 16 | 12 | 4  | 0   | 53:34 | 24     |
| 2.  | Buffalo Beauts        | 16 | 11 | 4  | 1   | 57:25 | 23     |
| 3.  | Boston Pride          | 16 | 11 | 5  | 0   | 60:36 | 22     |
| 4.  | Metropolitan Riveters | 16 | 4  | 12 | 0   | 32:65 | 8      |
| 5.  | Connecticut Whale     | 16 | 2  | 12 | 2   | 22:64 | 6      |

Abkürzungen: Sp = Spiele, S = Siege, N = Niederlagen, OTN = Niederlage nach Overtime bzw. Shootout

Erläuterungen:  = Divisionssieger

### Beste Scorerinnen
Abkürzungen: Sp = Spiele, T = Tore, V = Assists, Pkt = Punkte, SM = Strafminuten; Fett: Saisonbestwert
| Spielerin       | Team                | Sp | T  | V  | Pkt | SM |
| --------------- | ------------------- | -- | -- | -- | --- | -- |
| Hayley Scamurra | Buffalo Beauts      | 16 | 10 | 10 | 20  | 12 |
| Maddie Elia     | Buffalo Beauts      | 16 | 12 | 7  | 19  | 32 |
| Jonna Curtis    | Minnesota Whitecaps | 16 | 8  | 11 | 19  | 12 |
| Haley Skarupa   | Boston Pride        | 13 | 6  | 12 | 18  | 6  |
| McKenna Brand   | Boston Pride        | 16 | 6  | 11 | 17  | 6  |

## Isobel-Cup-Playoffs

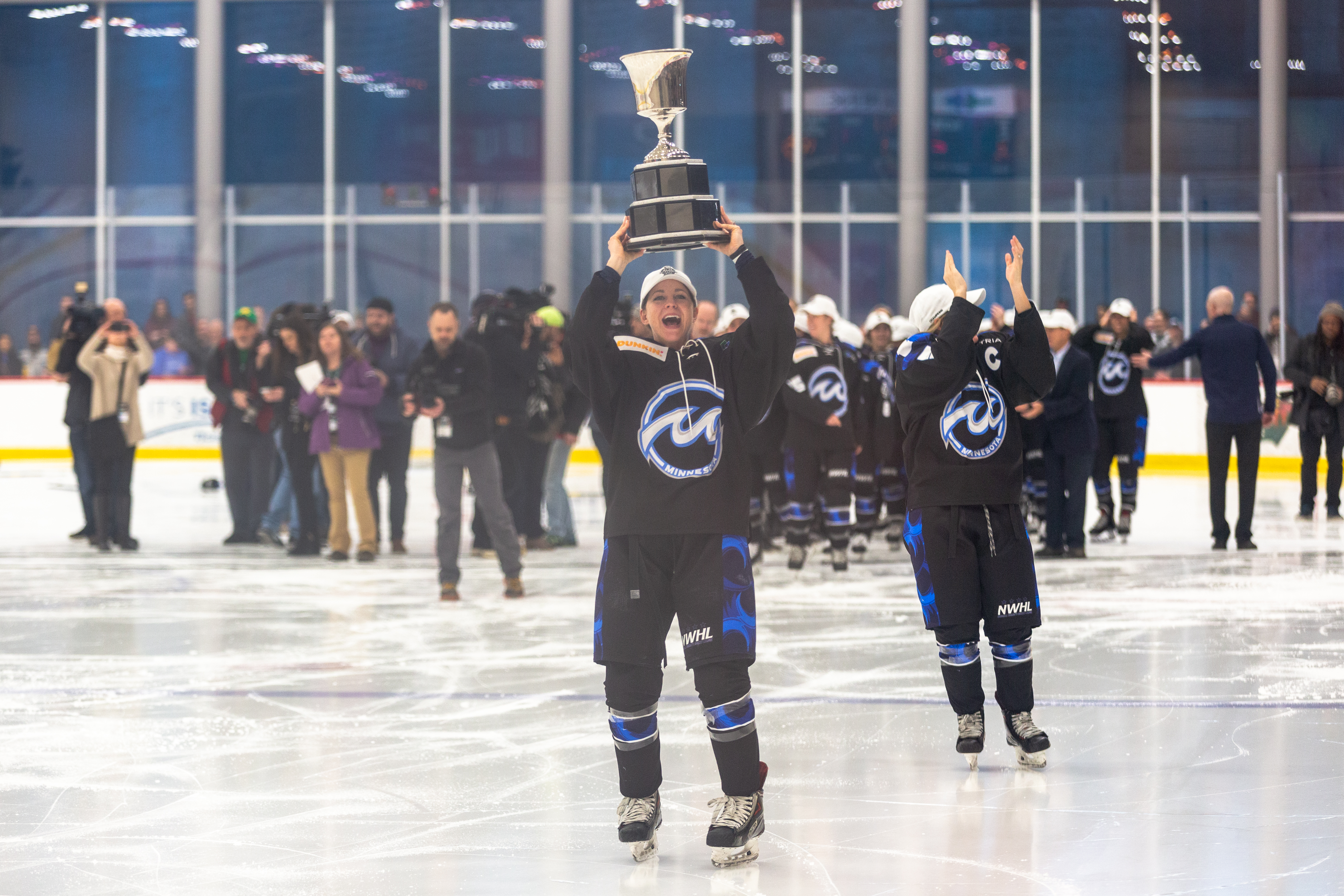
Chelsey Brodt-Rosenthal feiert den Gewinn des Isobel Cups

Die Playoffs um den Isobel Cup begannen am 7. März 2019 mit dem Vorrundenspiel. Daraufhin folgten am 9. und 15. März die beiden Halbfinalspiele. Das Finalspiel um den Isobel Cup, das am 17. März ausgetragen wurde, gewannen die Minnesota Whitecaps gegen die Buffalo Beauts.
|  | Play-In-Game | Play-In-Game          | Play-In-Game |  |  | Halbfinale | Halbfinale            | Halbfinale |  |   | Finale              | Finale         | Finale |
|  |              |                       |              |  |  |            |                       |            |  |   |                     |                |        |
|  |              |                       |              |  |  | 1          | Minnesota Whitecaps   | 5          |  |   |                     |                |        |
|  | 4            | Metropolitan Riveters | 5            |  |  | 4          | Metropolitan Riveters | 1          |  |   |                     |                |        |
|  | 5            | Connecticut Whale     | 2            |  |  |            |                       |            |  | 1 | Minnesota Whitecaps | 2              |        |
|  |              |                       |              |  |  |            |                       |            |  |   | 2                   | Buffalo Beauts | 1      |
|  |              |                       |              |  |  | 2          | Buffalo Beauts        | 4          |  |   |                     |                |        |
|  |              |                       |              |  |  | 3          | Boston Pride          | 0          |  |   |                     |                |        |
|  |              |                       |              |  |  |            |                       |            |  |   |                     |                |        |

### Play-In-Game
| 7. März 2019 19:00 Uhr (Ortszeit) | Metropolitan Riveters C. Burke (9:32) A. Gruschow (14:45) A. Richards (42:35) A. Gruschow (56:23) A. Richards (59:44) | 5:2 (2:2, 0:0, 3:0) Spielbericht | Connecticut Whale E. Fluke (5:03) K. Mrázová (11:28) | Barnabas Health Hockey House, Newark Zuschauer: k. A. |

### Halbfinale
| 9. März 2019 19:00 Uhr | Buffalo Beauts M. Elia (30:32) E. Pfalzer (36:02) E. Janiga (48:04) D. Cameranesi (56:25) | 4:0 (0:0, 2:0, 2:0) Spielbericht | Boston Pride | HarborCenter, Buffalo Zuschauer: k. A. |

| 15. März 2019 19:30 Uhr | Minnesota Whitecaps A. Boulier (3:36) K. McGovern (12:24) H. Brandt (38:16) H. Brandt (56:46) L. Barnes (59:33) | 5:1 (2:0, 1:0, 2:1) Spielbericht | Metropolitan Riveters C. Burke (59:12) | TRIA Rink, Saint Paul Zuschauer: k. A. |

### Finale
| 17. März 2019 13:00 Uhr | Minnesota Whitecaps A. Menke (18:23) L. Stecklein (60:49) | 2:1 n. V. (1:1, 0:0, 0:0, 1:0) Spielbericht | Buffalo Beauts E. Pfalzer (17:01) | TRIA Rink, Saint Paul Zuschauer: k. A. |

### Beste Scorerinnen
Abkürzungen: Sp = Spiele, T = Tore, V = Assists, Pkt = Punkte, SM = Strafminuten; Fett: Playoffbestwert
| Spielerin        | Team              | Sp | T | V | Pkt | SM |
| ---------------- | ----------------- | -- | - | - | --- | -- |
| Emily Pfalzer    | Buffalo Beauts    | 2  | 2 | 1 | 3   | 0  |
| Dani Cameranesi  | Buffalo Beauts    | 2  | 1 | 2 | 3   | 2  |
| Hayley Scamurra  | Buffalo Beauts    | 2  | 0 | 2 | 2   | 0  |
| Blake Bolden     | Buffalo Beauts    | 2  | 0 | 2 | 2   | 0  |
| Kateřina Mrázová | Connecticut Whale | 2  | 1 | 1 | 2   | 0  |

### Isobel-Cup-Sieger
| Isobel-Cup-Sieger Minnesota Whitecaps | Torhüterinnen: Julie Friend, Amanda Leveille Verteidigerinnen: Amanda Boulier, Winny Brodt-Brown, Chelsey Brodt-Rosenthal, Lisa Martinson, Emma Stauber, Lee Stecklein Angreiferinnen: Lauren Barnes, Hannah Brandt, Kendall Coyne Schofield, Jonna Curtis, Kalli Funk, Katie McGovern, Amy Menke, Meaghan Pezon, Kate Schipper, Allie Thunstrom Cheftrainer: Jack Brodt, Ronda Engelhardt |

## NWHL All-Star-Game

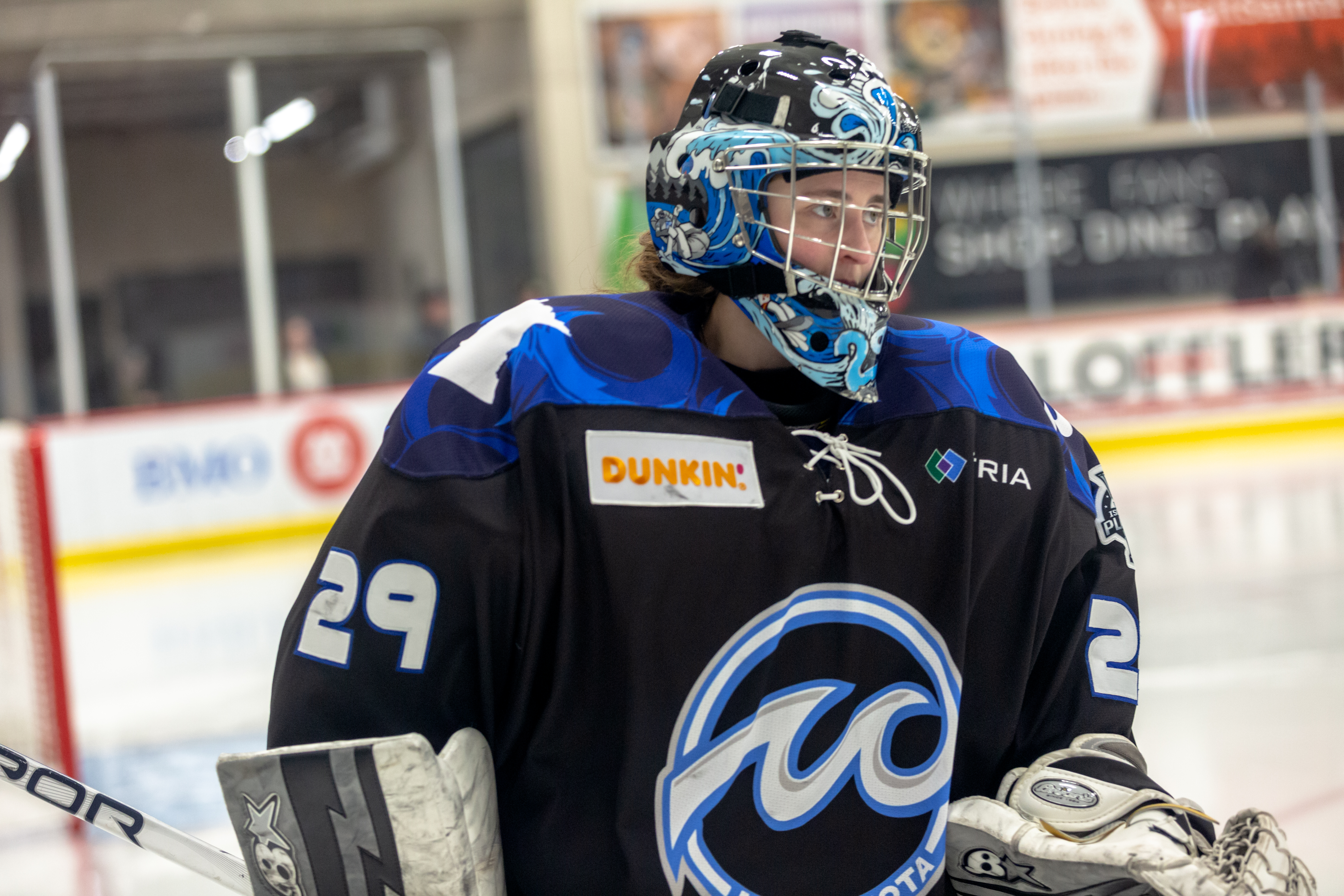
Amanda Leveille nahm wie im Vorjahr am All-Star-Game teil

Das dritte All-Star-Game der NWHL fand am 10. Februar 2019 in der Bridgestone Arena in Nashville statt. Die Begegnung wurde über zwei Halbzeiten à 25 Minuten mit lediglich vier Feldspielerinnen pro Team absolviert. Zudem gab es eine Skills Competition.
Die Teams wurden anhand eines Fantasy Drafts durch die Spielerinnen Shannon Szabados und Lee Stecklein zusammengestellt.
Folgende Spielerinnen wurden für die jeweiligen Teams ausgewählt:
- Team Szabados: Lexi Bender, Blake Bolden, Amanda Boulier, Katie Burt, Kendall Coyne Schofield, Shannon Doyle, Savannah Harmon, Amanda Kessel, Kateřina Mrázová, Madison Packer, Amanda Pelkey, Michelle Picard, Audra Richards, Hayley Scamurra, Haley Skarupa
- Team Stecklein: Hannah Brandt, Courtney Burke, Dani Cameranesi, Lisa Chesson, Jonna Curtis, Jillian Dempsey, Emily Fluke, Alyssa Gagliardi, Nicole Hensley, Amanda Leveille, Michelle Löwenhielm, Gigi Marvin, Emily Pfalzer, Kate Schipper, Allie Thunstrom

Inklusive der Kapitäninnen bestand somit ein Team aus 16 Spielerinnen, wobei die Finnin Meeri Räisänen aufgrund einer Länderspielreise durch Kaitlin Burt ersetzt wurde.
Das Team Szabados besiegte das Team Stecklein nach 50 Spielminuten mit 3:2 im Penaltyschießen. Insgesamt besuchten 6.120 Zuschauer die Partie, die im Anschluss an die NHL-Partie zwischen den Nashville Predators und St. Louis Blues ausgetragen wurde. Damit wurde ein neuer Zuschauerrekord für ein professionelles Fraueneishockeyspiel in den Vereinigten Staaten aufgestellt.

## Auszeichnungen
| Auszeichnung                        | Spielerin         | Team                  |
| ----------------------------------- | ----------------- | --------------------- |
| Wertvollste Spielerin               | Maddie Elia       | Buffalo Beauts        |
| Denna Laing Perseverance Award      | Jillian Dempsey   | Boston Pride          |
| Foundation Award                    | Kelly Babstock    | Buffalo Beauts        |
| Foundation Award                    | Hannah Brandt     | Minnesota Whitecaps   |
| Foundation Award                    | Sarah Hughson     | Connecticut Whale     |
| Foundation Award                    | Kimberly Sass     | Metropolitan Riveters |
| Foundation Award                    | Mallory Souliotis | Boston Pride          |
| Fans’ Three Stars of the Season     | Amanda Boulier    | Minnesota Whitecaps   |
| Fans’ Three Stars of the Season     | Kateřina Mrázová  | Connecticut Whale     |
| Fans’ Three Stars of the Season     | Madison Packer    | Metropolitan Riveters |
| The Players’ Top Player of the Year | Hayley Scamurra   | Buffalo Beauts        |
| Defensive Player of the Year        | Blake Bolden      | Buffalo Beauts        |
| Goaltender of the Year              | Shannon Szabados  | Buffalo Beauts        |
| Rookie of the Year                  | Jonna Curtis      | Minnesota Whitecaps   |
| Leading Scorer Award                | Hayley Scamurra   | Buffalo Beauts        |
| Wertvollste Spielerin der Playoffs  | Lee Stecklein     | Minnesota Whitecaps   |